# حي الأقبال (تونس)
حي الأقبال هو حي سكني به أكثر من 600 مسكن  يقع في شمال مدينة تينجة  و به معهد اعدادي  و مسجد ومدرسة ابتدائية وخاصة  و مقاهي ومحطتي حافلات نقل عمومي  وقريب من مركز مدينة تينجة، ولاية بنزرت في تونس يعد هذا الحي من أهم أحياء المدينة وتحيط بيه احياء اخر مثل حي الفتح وو الحي الاقبال 2 و تقسيم الياتوجي وغيره 